# Москва в её прошлом и настоящем
«Москва в её прошлом и настоящем» (дореформенное «Москва въ ея прошломъ и настоящемъ») — иллюстрированное издание 1909—1912 годов, посвященное памяти историка Москвы И. Е. Забелина. Выпущено 12 выпусков, все в московском издательстве «Образование».

## Содержание
Очерки по истории, культуре, искусству и архитектуре Москвы, о быте и нравах москвичей:
- 1-6 выпуски − об истории допетровской Москвы.
- 7-9 выпуски − об истории XVIII — начала XIX веков.
- 10-12 выпуски − об истории XIX — начала XX веков.

В издании помещено около 270 иллюстраций на отдельных листах и около 600 — в тексте.

4 выпуск
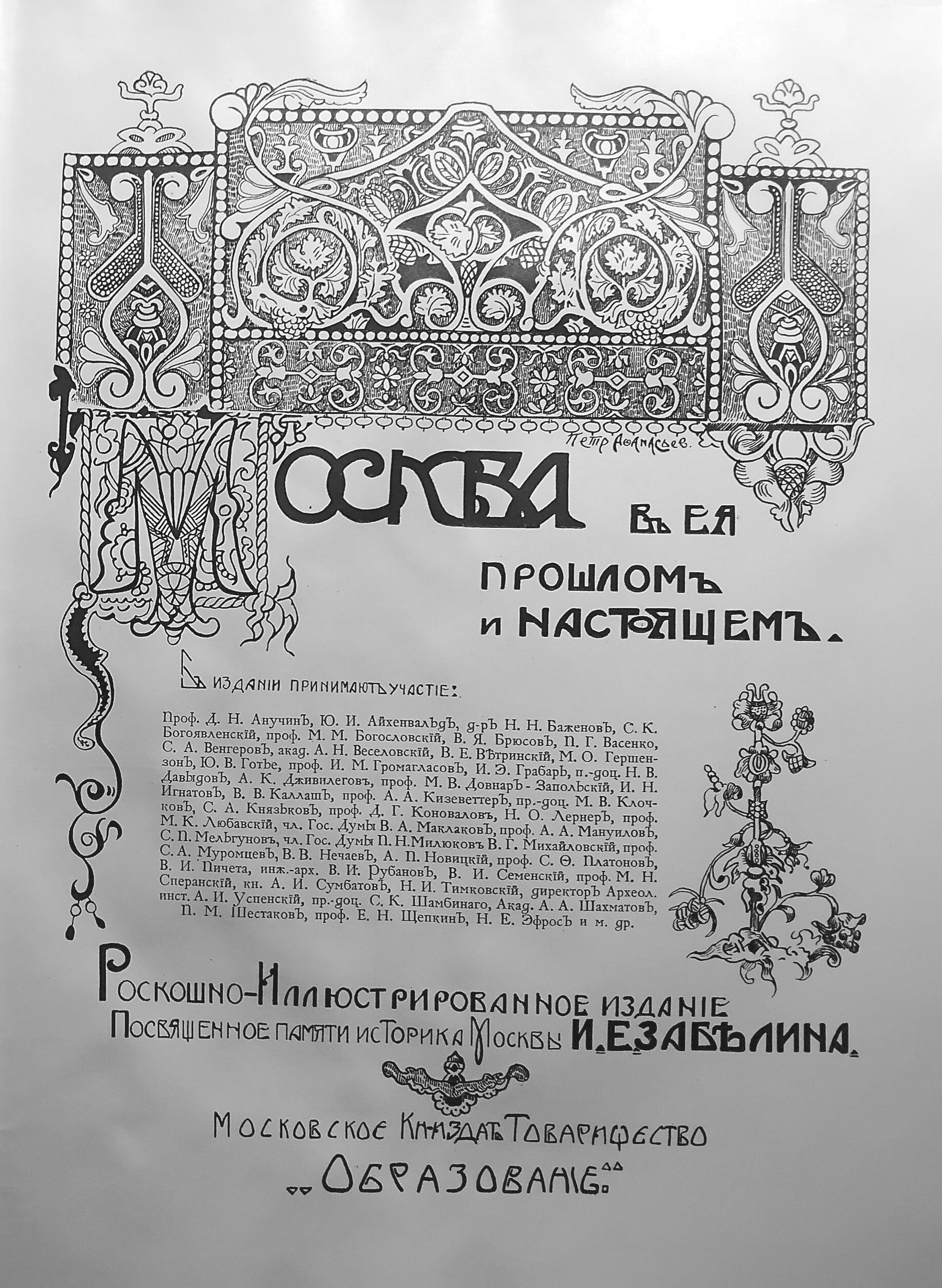
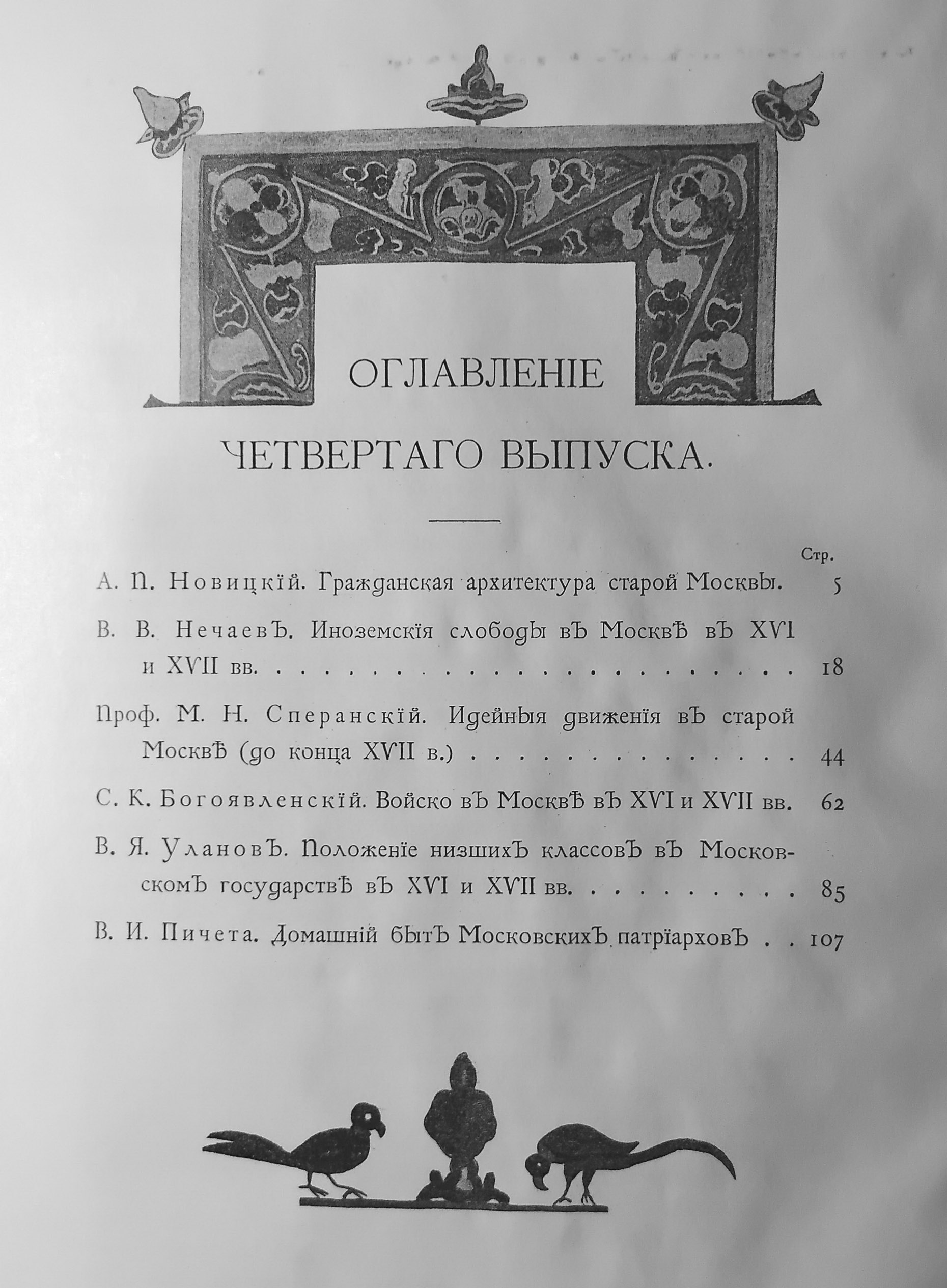

## Авторы
Историки, археологи, специалисты в области искусства и архитектуры — профессораД. Н. Анучин, А. К. Бороздин, М. К. Любавский, С. А. Муромцев, С. Ф. Платонов, А.И. и Д. И. Успенские, Е. Н. Щепкин, академик А. Н. Веселовский, И. Э. Грабарь, А. А. Кизеветтер и др.

## Библиографическое описание
Москва в её прошлом и настоящем : роскошно иллюстрированное издание, посвященное памяти историка Москвы И. Е. Забелина / в изд. принимают участие : Д. Н. Анучин, Ю. Айхенвальд, С. Богоявленский [и др.]. — М. : Образование, [1909-1912].